# Bibionellus halteralis
Bibionellus halteralis är en tvåvingeart som beskrevs av Daniel William Coquillett 1904. Bibionellus halteralis ingår i släktet Bibionellus och familjen hårmyggor. Inga underarter finns listade i Catalogue of Life.